# Tamarix karelinii
Tamarix karelinii är en tamariskväxtart som beskrevs av Aleksandr Andrejevitj Bunge. Tamarix karelinii ingår i släktet tamarisker, och familjen tamariskväxter. Inga underarter finns listade.